# Aleksander Jan Konstanty Norblin
Aleksander Jan Konstanty Norblin (ur. ok. 5 stycznia - chrzest 1777 w Warszawie, zm. 23 marca 1828 tamże) – brązownik, właściciel warsztatu rzemieślniczego w Warszawie, założyciel polskiej gałęzi rodziny Norblinów - przemysłowców. Używał imienia Jan.

## Młodość i studia
Aleksander Jan Konstanty Norblin był synem znanego malarza Jana Piotra Norblina de la Gourdaine z jego pierwszego małżeństwa z Marianną z Tokarskich (zm. 1787), najstarszym, spośród licznego rodzeństwa; jego brat Ludwik Piotr Marcin (1781-1854) był pierwszym wiolonczelistą opery paryskiej, prof. konserwatorium w Paryżu, twórcą szkoły wiolonczelistów.
Prawdopodobnie uczył się w konwikcie Pijarów na Żoliborzu w Warszawie, następnie kształcił się w Paryżu u rzeźbiarza Jana Baptysty Stoufa (1742-1826), w latach 1795-1800 studiował w paryskiej Szkole Sztuk Pięknych, a jego praca dyplomowa - płaskorzeźba Priam u nóg Achillesa prosi o zwłoki Hektora uzyskała II nagrodę z dziale rzeźby. W 1804 wykonał rzeźbę Biust ojca w późniejszym wieku. W Paryżu pracował w warsztatach brązowniczych i zdobył kwalifikacje zawodowe w tym zakresie.

## Działalność zawodowa w Warszawie
W 1819 przyjechał do Warszawy na zaproszenie Komisji Rządowej Spraw Wewnętrznych jako znany już rzemieślnik, specjalizujący się w wyrobach metalowych. Osiadł na stałe w Królestwie Polskim i został protoplastą polskiej gałęzi rodziny, związanej z przemysłem metalowym. Zaczynał od niewielkiego warsztatu brązowniczego, korzystał z pomocy rządu Królestwa Polskiego i przywilejów przysługujących w tym czasie cudzoziemskim rzemieślnikom. W 1819 na mocy zawartej umowy zobowiązał się, wraz ze swym współpracownikiem – V. Zierem, założyć i prowadzić zakład brązowniczy. W tym celu otrzymał pożyczkę w wysokości 19.200 złp. oraz prawo do bezpłatnego użytkowania lokalu przez trzy lata. Na początku 1820  uruchomił w Warszawie przy ul. Długiej (w budynku dawnego zakonu ojców paulinów) firmę pod nazwą “Warszawska Fabryka Bronzów” (pisownia oryginalna).
Wobec braku w Królestwie Polskim fachowców, Norblin sprowadził rzemieślników z Francji: Jana Trouvé, Klaudiusza Franciszka Grégoire i jego dwóch synów – Jana Baptystę i Emila. Już w 1821 właściciele spółki otrzymali za swe wyroby złoty medal. Po wygaśnięciu kontraktu, w listopadzie 1822 zakład przeniesiono na Krakowskie Przedmieście nr hip. 366 – do kamienicy przy kościele św. Anny. Wówczas Norblin wykonał trzy płaskorzeźby do Pałacu Mostowskich – siedziby Komisji Spraw Wewnętrznych oraz dekorację frontonu Pałacu Komisji Przychodów i Skarbu w Warszawie.
Od 1823 wspólnikiem Norblina był francuski brązownik – Jan Baptysta Grégoire (1797-1829). W produkcji zakładu dominowały przedmioty użytkowe: świeczniki, zegary, wazony, dzwonki, artykuły stołowe i kuchenne; warsztat zajmował się także naprawą przedmiotów z brązu. W 1823 r. właściciele używali nazwy: "Fabryka Bronzów J.P.Norblina i Komp.", a od 1824  "Rękodzielnia Wyrobów Spiżowych PP. Norblina i Gregoara".
Największą sławę przyniosły Norblinowi wysoko oceniane wyroby artystyczne. Dla kościoła św. Aleksandra w Warszawie wykonał lichtarze, ozdoby do ołtarzy, krucyfiks, złocone empirowe cyborium udekorowane postaciami aniołów, pokrywę do kamiennej chrzcielnicy.
W 1824 odlał ze spiżu popiersie ks. Adama Kazimierza Czartoryskiego – przeznaczone do biblioteki Pałacu Kazimierzowskiego Uniwersytetu Warszawskiego, w 1833 trafiło do muzeum w Petersburgu. W następnym roku wykonał odlew pomnika ks. A. Czartoryskiego do Świątyni Sybilli w Puławach oraz tarczę trofealną księcia. Z tego okresu pochodzą brązowe ozdoby do marmurowego nagrobka Władysława Hermana i Bolesława Krzywoustego w katedrze w Płocku. W październiku 1825 firma prezentowała swe wyroby (koszyki, ścienne świeczniki) na wystawie przemysłu krajowego w warszawskim ratuszu. W pracowni Norblina wykonano insygnia królewskie cara Aleksandra oraz popiersie jego następcy - Mikołaja I.
W 1826 zakład przeniesiono na ul. Długą nr hip. 543 i był on wówczas największą wytwórnią brązów w Warszawie. Norblin przygotowywał się także do trudnego technicznie zadania - odlania w swym zakładzie pomnika Mikołaja Kopernika, według modelu Bertela Thorvaldsena. Prowadził w tej sprawie korespondencję z kolejnymi prezesami Towarzystwa Przyjaciół Nauk w Warszawie – Stanisławem Staszicem i Julianem Ursynem Niemcewiczem. Opracował kosztorys przedsięwzięcia, planował odlanie posągu w kilku częściach metodą piaskową. W lutym 1828 podpisano list intencyjny, w którym Norblin zobowiązał się wykonać posąg z dostarczonego mu metalu w ciągu jednego roku, za kwotę 50 tys. złp. Do podpisania kontraktu jednak nie doszło, nagła śmierć Norblina przeszkodziła realizacji zadania. Prace związane z wykonaniem odlewu prowadzili: Jan Baptysta Grégoire, a po jego śmierci w 1829 ojciec – Klaudiusz Franciszek i brat – Emil Grégoire (1803-1835).
Norblin zmarł 23 marca 1828 w Warszawie, pochowany na cmentarzu Powązkowskim w Warszawie (miejsce nieoznakowane, obok grobu braci Grégoire).
Inwentarz pozostałości po Norblinie (w tym kamienica przy ul. Świętojerskiej w Warszawie) oszacowano na 24 tys. złp. Po śmierci Norblina i spłaceniu spadkobierców, warsztat przejął i prowadził wspólnik J.B.Grégoire, a następnie jego ojciec Klaudiusz i brat - Emil; podczas Powstania Listopadowego w zakładzie odlewano armaty, a w 1835 wykonano odlew pomnika księcia Józefa Poniatowskiego.

## Rodzina
Norblin ożeniony był z Marianną Joanną Bilhot (Biltot, Billiot) (1787-1863) miał sześcioro dzieci: 
- Wincenty Konstanty (1805-1872), właściciel zakładu metalowego w Warszawie,
- August Wincenty (1807-1870), właściciel fabryki lamp w Warszawie,
- Jan Piotr Sylwin (1812-1870), nauczyciel w Instytucie Szlacheckim w Warszawie,
- Adam Julian (1814-1893),
- Lucyna (ur. i zm. 1820),
- Rozalia Adelajda (1821-1849).